# 神舟三号
神舟三号试验飞船（简称神三）是中国发射的第三艘无人试验飞船，同时也是神舟系列飞船中的第二艘正样无人飞船，以研究載人功能為主要目的，飞船上除了没搭载航天员之外，其測試技术状态与設計將與载人状态一致。神三飞船上搭载了一个生理模拟規格的假人宇航员，该装置可以模拟人体代谢、模拟人生理信号、能够定量模拟航天员在太空中的重要生理活动参数。此外，神舟三号上还搭载有多个实验装置以及植物的种子等。飞船由推进舱、返回舱和轨道舱组成。

## 模拟假人
环境控制与生命保障系统是神舟三号的重要组成部分，用于控制压力，去除二氧化碳和有害气体，控制温湿度，以及供应食品与饮水和收集废物。为了考核该系统以及医监设备性能，神舟三号搭载了模拟假人。模拟假人由三部分组成：人体代谢模拟装置，拟人生理信号设备和与航天员形态、结构、质量、质心基本一致的形体假人。
- 人体代谢模拟装置用来模拟耗氧速率、耗氧量和产热率，模拟真人消耗舱内氧气，向舱内辐射热量，及时通过环境控制和生命保障系统把舱内的氧分压和温度控制在医学要求的范围内。
- 拟人生理信号设备将所录入的心电、呼吸生理信号，从太空回传到地面，以考核飞船医监设备的可靠性。

神舟三号搭载的模拟假人替代了以往载人飞船测试阶段的动物试验，是世界上首创。相对而言，动物试验更偏向于解答生命尤其是人类能否在太空飞行的太空科學的科学问题，而模拟假人则更多是解答考核载人飞船性能的工程问题。由于动物体量小，难以模拟人体在太空对环境控制与生命保障系统的需求，而且动物自身身体状况作为一种无关变量，可能影响对飞船性能的判断。因此神舟三号没有搭载动物，而是采用了代价更低、更符合科学试验要求的模拟假人。另一方面，考虑到飞行任务的潜在危险，不搭载动物也能更好保障動物權利。

## 任務
神舟三号飞船在北京时间2002年3月25日22时15分，在酒泉卫星发射中心成功发射升空。
2002年4月1日，神舟三号飞船在太空绕地球飞行107圈后，准确降落在内蒙古中部的着陆场，此飛船開始具有备份冗餘系統，成功開傘。